# Crkva sv. Kuzme i Damjana u Kaštel Gomilici
Crkva sv. Kuzme i Damjana s grobljem nalazi se u Kaštel Gomilici, Grad Kaštela.

## Opis
Vrijeme nastanka: 5. st. do 12. st. Crkva sv. Kuzme i Damjana s grobljem u Kaštel Gomilici jednobrodna je građevina, trapeznog tlocrta s polukružnom apsidom na istočnom kraju. Pravilno je orijentirana, a smještena je u području Kozica. Izgradile su je duvne splitskog samostana sv. Benedikta u 12. stoljeću nad ostacima kasnoantičke bazilike. Građena je nepravilno obrađenim kamenom vezanim žbukom. Presvođena je bačvastim svodom koji se oslanja na arkade nošene parom osmerokutnih polustupova. Natkrivena je dvoslivnim krovom, a apsida je presvođena polukupolom i natkrivena stožastim krovom. Na zapadnoj stranije ima trijem. Romanička vrata s lukom na zapadnom pročelju jedini su ulaz u crkvu. Ima zvonik na preslicu.

## Zaštita
Pod oznakom Z-3577 zavedena je kao nepokretno kulturno dobro - pojedinačno, pravna statusa zaštićena kulturnog dobra, klasificirano kao "sakralna graditeljska baština".

## Vanjske poveznice
|  | Zajednički poslužitelj ima još gradiva o temi Crkva sv. Kuzme i Damjana u Kaštel Gomilici |